# Kort klip fra Færøerne
|  | Denne artikel er oprettet af botten Steenthbot ud fra en ekstern database. Den kan derfor have sproglige fejl eller mangler. Denne skabelon kan fjernes efter kontrol af indholdet. |

Kort klip fra Færøerne er en dansk dokumentarisk optagelse fra 1927.

## Handling
Optagelser fra havnen i Tórshavn. Årstallet er anslået ud fra kantmarkering på filmstrimlen.